# Lignes de Blaschko
Les lignes de Blaschko sont des motifs cutanés non aléatoires et normalement invisibles sur la peau et des phanères, mais qui peuvent, de manière très rare, devenir visibles chez l'être humain. Des marbrures et/ou des motifs caractéristiques apparaissent alors sur la peau.
Elles sont décrites pour la première fois en 1901 lors du 7e Congrès de la société allemande de dermatologie, par le dermatologue allemand Alfred Blaschko, à partir des observations qu'il avait faites sur environ 140 patients présentant des lésions dermatologiques formant des motifs plus ou moins linéaires.
Elles ne se superposent pas aux autres motifs linéaires connus que sont par exemple les lignes de Voigt, les lignes de Langer, ni avec le « dermatome » formé par les lignes de l'innervation des nerfs rachidiens ni ne suivent les réseaux connus du système nerveux, ou vasculaire, pas plus que les vaisseaux lymphatiques sous la peau.

Elles coïncident souvent avec certaines marques de naissance (nævi par exemple), et leur apparition pathologique plus tardive implique des modifications dans l'épiderme, les phanères (cheveux, poils, ongles), les mélanocytes, le système vasculaire, et l'hypoderme gras, parfois accompagnés dans certaines maladies de changements morphologiques.
Les lignes de Blaschko ne sont pas associées à une maladie spécifique. Leur apparition ne semble pas constituer à elle seule un signe avant-coureur d'une pathologie.

## Chez l'humain

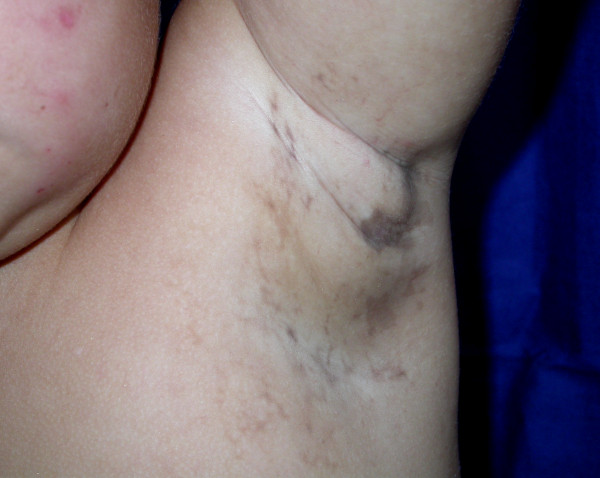
Maculae liée au syndrome de Bloch-Sulzberger ; ici dans la région axillaire gauche d'une fillette de 3 ans ; rem : certaines taches suivent les lignes de Blaschko

Chez l'être humain, les lignes de Blaschko sont normalement invisibles. 
Des maladies de la peau ou des muqueuses peuvent toutefois les faire apparaître sur des parties plus ou moins importantes du corps ; on observe alors chez le patient des différences de couleur plus ou moins prononcées entre plusieurs parties du corps avec des motifs, des bandes et des lignes caractéristiques. Le plus souvent ces motifs ressemblent à une lettre V alignée sur l'axe du dos et une lettre S sur la poitrine, l'estomac et les flancs du corps. Elles existent aussi sur le cou et la tête, mais y semblent moins nettes (les causes de la configuration de distribution des anomalies sur le réseau des lignes de Blaschko sont encore inconnues).
Si le phénomène est de type nævoïde, il est définitif, par exemple dans le cas du nævus sébacé linéaire, de la télangiectasie (nævoïde unilatérale), mais pour un grand nombre d'autres maladies dermatologiques acquises sur les lignes de Blaschko (par exemple le lichen plan, le lichen strié ou un psoriasis linéaire) le phénomène est réversible (après 1-2 ans par exemple).
Ces motifs apparaissent également dans le cas d'un mosaïcisme, c’est-à-dire la présence dans le même organisme de cellules avec deux génotypes différents. On compte environ 30 cas chez l'être humain dans le monde[réf. nécessaire].

### Maladies dermatologiques humaines suivant les lignes de Blaschko
De nombreuses affections dermatologiques peuvent suivre les lignes de Blaschko :
- lésions dermatologiques nævoïdes et harmatomes :
  - hamartome épidermique,
  - hamartome sébacé,
  - hamartome comédonien,
  - hamartome porokératosique,
  - hamartome lipomateux,
  - syndrome CHILD ;
- lésions pigmentaires :
  - Incontinentia pigmenti,
  - hypomélanose de Ito,
  - hamartome dépigmenté achromique,
  - hypermélanose nævoïde linéaire et spiralée,
  - vitiligo segmentaire[6],[7],[8],[9],[10],
  - sclérose tubéreuse à macules leucodermiques,
  - sclérodermie frontopariétale[11],
  - taches café au lait dans le syndrome de McCune–Albright (SMA),
  - hamartome congénital ;
- lésions vasculaires :
  - angiokératome circonscrit,
  - hémangiome verruqueux,
  - malformation veineuse,
  - angiome serpigineux,
  - lymphangiome circonscrit,
  - télangiectasies nævoïdes unilatérales ;
- autres :
  - Lichen striatus,
  - lichen plan linéaire,
  - hypoplasie dermiques en aires (syndrome de Goltz),
  - syndrome de Conradi-Hünermann,
  - syndrome de Menkes,
  - dysplasie ectodermique hypohydrotique liée à l'X,
  - syndrome oro-facio-digital de type 1,
  - porokératose linéaire,
  - kératose folliculaire linéaire.

### Origine
Blaschko avait émis l'hypothèse que la régularité de ces motifs au sein de l'espèce humaine (motifs similaires d'un patient à l'autre) pouvait laisser supposer une origine embryonnaire à ces motifs, mais cette explication n'a pas encore de preuves. Une autre hypothèse est que ces lignes pourraient apparaître dans les formes humaines de mosaïcisme, quand certaines cellules ou groupes de cellules spécifiques réagissent différemment des autres cellules en raison d'anomalies chromosomiques. Les chercheurs essayent de trouver d'autres anomalies chromosomiques et embryologiques associées à l'apparition des lignes de Blaschko pour mieux comprendre l'origine du phénomène.
- Pour d'autres, ces lignes pourraient résulter d'une information codée dans le génome dans l'ADN ou dans l'ADN muté de groupes de cellules géographiquement réparties le long de ces lignes ;
- pour R. Happle, les lignes de Blaschko apparaissent fréquemment en lien avec des troubles dermatologiques induits par des anomalies du chromosome X chez la femme. Il en déduit qu'ils sont une visualisation de la prolifération clonale de deux populations différentes de cellules qui se sont développées durant l'embryogenèse précoce de la peau[12] et « contrairement à l'hypothèse de départ de Blaschko, il est maintenant clair que ces lignes sont indépendantes de la structure métamérique du corps humain. De toute évidence, ils représentent un marqueur de l'évolution normale de la peau humaine »[12]. Cet auteur en déduit qu'une étude approfondie de la structure des troubles dermatologiques liés à des anomalies de l'X chez les femmes pourrait nous renseigner sur l'embryogenèse précoce du tégument humain[12].

## Chez l'animal

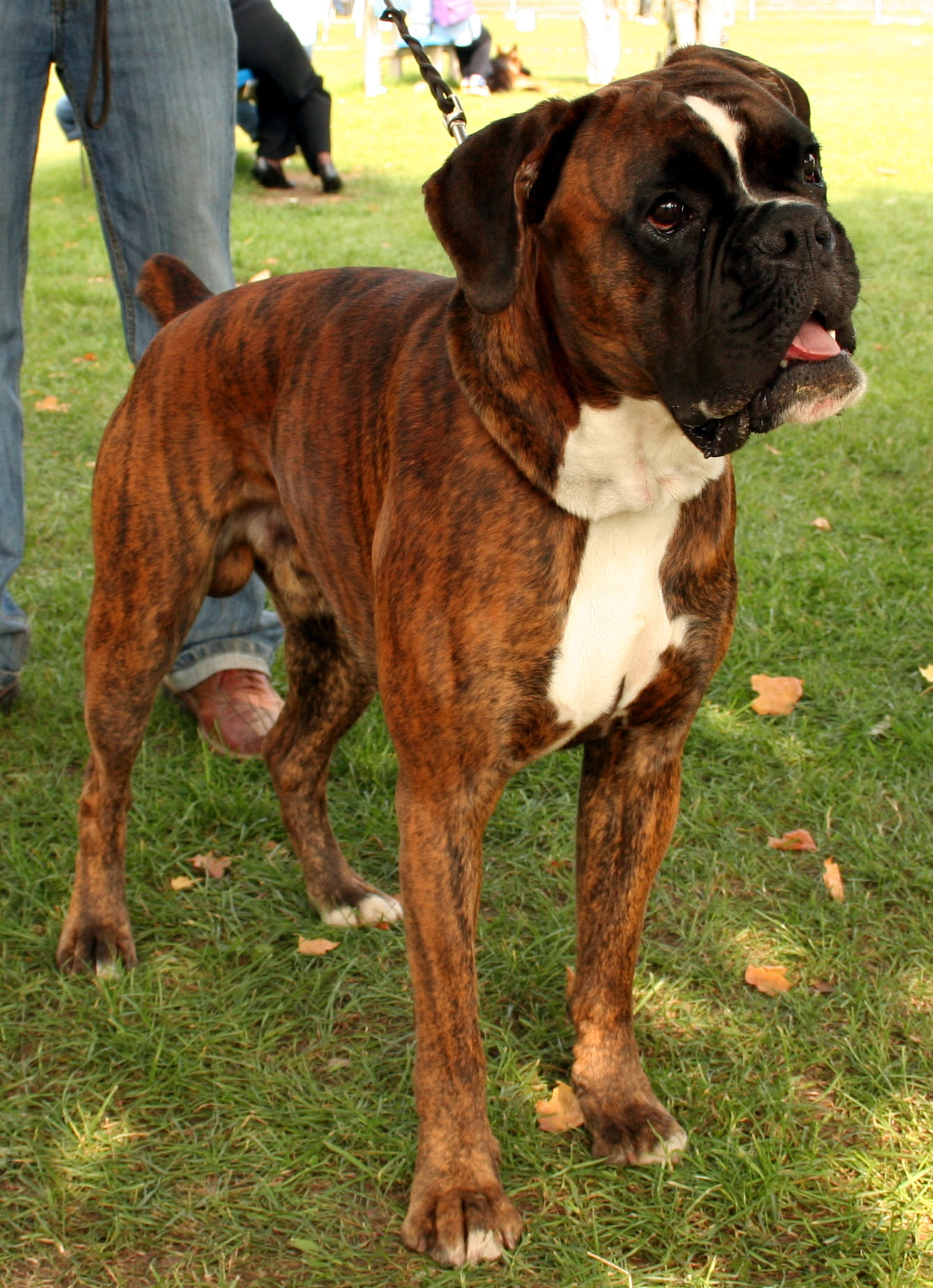
Lignes de Blaschko entraînant une différence de couleur dans le pelage d'un boxer

Les lignes de Blaschko peuvent chez l'animal coïncider avec la délimitation de certaines différences de couleur dans le pelage de certaines races canines comme le boxer[réf. nécessaire]. Ce type de robe, qu'on appelle bringé, existe aussi chez d'autres animaux, comme la souris domestique, le cochon d'inde, la vache, ou, plus rarement, le cheval.

## Mise en évidence par UV
D'après le Dr Starr de l'université Stanford, l'utilisation d'une lumière ultraviolette permet de déceler le motif lorsque son contraste est trop faible.

## Dans la fiction
Dans le dernier épisode (Meurtre à double code) de la quatrième saison des Experts Las Vegas, Grissom découvre des lignes de Blaschko sur le dos d'un suspect. Après des premières analyses qui l'avaient mis hors de cause, une nouvelle analyse ADN prouve que son corps comportait deux ADN différents (chimère).